# Gryttjesvalltjärnen
Gryttjesvalltjärnen är en sjö i Hudiksvalls kommun i Hälsingland och ingår i Ljusnans huvudavrinningsområde.